# Duch romański
Duch romański (oryg. ang. The Spirit of Romance) – zbiór esejów Ezry Pounda, który ukazał się w 1910 nakładem brytyjskiego wydawnictwa J.M. Dent and Company. Wszystkie dotyczą literatury rzymskiej, średniowiecznołacińskiej oraz literatur romańskich (prowansalskiej, francuskiej, włoskiej i portugalskiej). Stanowią studia poszczególnych dzieł i zagadnień na ich tle ukazujące poglądy Pounda na istotę poezji oraz pewne zagadnienia szczegółowe: raczej niż przewodnik po wybranych problemach literatur romańskich książka stanowi rodzaj manifestu literackiego. Wywarła też znaczny wpływ na rozwój współczesnej poezji amerykańskiej oraz na europejski modernizm (w tym zwłaszcza Eliota, Joyce'a i Becketta).
Eseje stanowią owoc młodzieńczych studiów Pounda nad językami i literaturami romańskimi, w szczególności nad literaturą prowansalską. Pierwszą wersję tekstu tworzyły prawdopodobnie wykłady prowadzone przez Pounda w styczniu i lutym 1909 oraz od października do marca 1910 na Regent Street Polytechnic, którymi poeta zarabiał po przybyciu do Europy. Sam tekst powstał bardzo szybko, po podpisaniu umowy z wydawnictwem we wrześniu 1909 już 20 czerwca 1910 książka ukazała się w nakładzie 1250 egzemplarzy. Doczekała się wtedy przychylnych omówień krytycznych w Wielkiej Brytanii i Stanach Zjednoczonych.
Duch romański nie może być interpretowany jako naukowa praca filologiczna – nie ma właściwości typowych dla naukowej filologii, pisany jest w opozycji do modelu uprawiania nauki o literaturze czasów, w których powstał. Stanowi natomiast autorskie studium poświęcone bezpośrednio samej poezji, w którym literatura różnych epok i krajów mierzona jest tą samą miarą, oceniana bez uwzględnienia historycznego kontekstu i na równi traktowana. Dzięki takiemu podejściu Pounda literatura prowansalska i w ogóle średniowieczna co najmniej w świecie anglosaskim przestała być uznawana za obiekt zainteresowania wyłącznie specjalistów akademickich: Duch romański przyczynił się do jej szerokiej i żywej recepcji w literaturze współczesnej i wśród współczesnych czytelników.
Prócz wstępów Pounda (Praefatio ad lectorem electum z 1910, Postscriptum z 1929 i Post postcriptum z 1968) książka obejmuje XI esejów:
- Widmowy świat
- Il miglior fabbro
- Proença
- Chanson de geste i romans
- Psychologia i trubadurzy
- Lingua toscana
- Dante
- Montcorbier alias Villon
- Oblicze Lopego de Vega
- Camões
- Poeti latini

Przekład polski Leszka Engelkinga ukazał się w 1999 nakładem wydawnictwa Czytelnik, z posłowiem tłumacza Owoc młodzieńczej miłości.